# Jan Bełtowski
Jan Adam Bełtowski (ur. 14 grudnia 1897 w Dębicy, zm. 21 stycznia 1947 w Krakowie) – polski doktor medycyny, lekarz, porucznik rezerwy sanitarny Wojska Polskiego.

## Życiorys
Urodził się 14 grudnia 1897 jako syn Tomasza i Amalii z Leśniowskich. U kresu I wojny światowej wziął udział w obronie Lwowa w trakcie wojny polsko-ukraińskiej służąc w stopniu podporucznika w sekcji telefonicznej oddziału technicznego Naczelnej Komendy. Po odzyskaniu przez Polskę niepodległości w 1918 został przyjęty do Wojska Polskiego. Został awansowany do stopnia porucznika rezerwy w korpusie oficerów sanitarnych ze starszeństwem z 1 czerwca 1919. W 1923, 1924 był podlekarzem rezerwowym w 6 Batalionie Sanitarnym w garnizonie Lwów.
W latach 1946–1947 był lekarzem w PUBP w Żywcu w stopniu porucznika.
Ukończył studia medyczne uzyskując tytuł naukowy doktora medycyny. W latach 30. do 1939 pracując w Nadwórnej był członkiem Lwowskiej Izby Lekarskiej. W styczniu 1937 został wybrany prezesem zarządu koła Związku Oficerów Rezerwy w Nadwórnej. W 1939 był dyrektorem szpitala w Nadwórnej.
Prywatnie był żonaty z Heleną Dyhdalewicz (ślub zawarty we Lwowie, w parafii Św. Elżbiety dnia 21 lutego 1925 roku). Zmarł 21 stycznia 1947 roku w Krakowie. Został pochowany na Cmentarzu Rakowickim (kwatera XIXB, rząd 2, miejsce 12), gdzie spoczął wraz z żoną, córką Danutą i zięciem Żywisławem.